# 瀬戸警察署
瀬戸警察署（せとけいさつしょ）は、愛知県警察が管轄する警察署の一つである。

## 所在地
- 愛知県瀬戸市原山町1番地2[1]

## 管轄区域
- 瀬戸市[1]

## 沿革
- 1887年（明治10年）1月1日：警察第1方面名古屋出張所第3分署(勝川)第3巡査屯所設
- 1887年（明治10年）2月22日：名古屋警察署勝川分署瀬戸交番所と改称
- 1887年（明治10年）7月30日：名古屋警察署瀬戸分署と改称
- 1908年（明治41年）：(旧)瀬戸警察署となる
- 1948年（昭和23年）3月7日：従前の愛知県警察部が解体。旧管轄域に自治体警察の瀬戸市警察、品野町警察と国家地方警察東春日井地区警察署を設置。
- 1951年 （昭和26年）：警察法一部改正で、瀬戸市警察が品野町警察を吸収し、瀬戸市警察は瀬戸市と品野町の組合警察になる。
- 1954年（昭和29年）：新警察法の施行で、新たに都道府県警察として愛知県警察が発足。愛知県瀬戸警察署となる。
- 1955年（昭和30年）：愛知警察署管轄だった愛知郡幡山村合併で、現管轄区域となる。
- 1971年(昭和46年) 庁舎が新築される[2]。
- 2012年（平成12年）：瀬戸警察署独自のキャラクター「せとまる君」が認証された。

## 組織
- 警務課
  - 警務係
  - 住民サービス係
  - 留置管理係
- 会計課
  - 会計係
- 生活安全課
  - 生活安全係
  - 少年係
  - 保安係
- 地域課
  - 地域総務係
  - 地域(第一係～第三係)
- 刑事課
  - 刑事総務係
  - 強行係
  - 盗犯係
  - 鑑識係
  - 知能暴力薬物係
- 交通課
  - 交通総務係
  - 交通規制係
  - 指導取締係
  - 事故捜査係
- 警備課
  - 警備係
  - 外事係

## 交番
（ ）の中は所在地。この項の参考資料
- 品野交番（瀬戸市品野町6丁目159番地）
- 原山交番（瀬戸市八幡台1丁目143番地）
- 瀬戸口交番（瀬戸市瀬戸口町1番地の1）
- 共栄交番（瀬戸市共栄通6丁目2番地）
- 孫田交番（瀬戸市東横山町114番地の20）
- 記念橋交番（瀬戸市末広町1丁目3番）
- 水野交番（瀬戸市内田町2丁目87番地の1）

## 駐在所
（ ）の中は所在地。この項の参考資料
- 定光寺駐在所（瀬戸市定光寺町393番地の1）
- 上品野駐在所（瀬戸市上品野町507番地）
- 赤津駐在所（瀬戸市西窯町107番地）
- 山口駐在所（瀬戸市田中町68番地の2）

## かつて存在した交番、駐在所
- 駅前交番（尾張瀬戸駅再開発により記念橋交番と統合）[3]
- 蔵所交番（記念橋交番へ移転・廃止）[4]
- 陶生交番（記念橋交番へ移転・廃止）[5]
- 水野警察官駐在所
- 鹿乗警察官駐在所
- 菱野警察官駐在所[6]

## 主な未解決事件
- 共栄通6丁目のパチンコ店景品交換所店員強盗殺人事件（公訴時効成立）